# Bryum campoanum
Bryum campoanum är en bladmossart som beskrevs av Thériot 1926. Bryum campoanum ingår i släktet bryummossor, och familjen Bryaceae. Inga underarter finns listade i Catalogue of Life.